# Heiligenberg (Francia)
Heiligenberg (Hellebari in alsaziano) è un comune francese di 663 abitanti situato nel dipartimento del Basso Reno nella regione del Grand Est.

## Società

### Evoluzione demografica
Abitanti censiti